# Uracanthus bivitta
Uracanthus bivitta är en skalbaggsart som beskrevs av Newman 1838. Uracanthus bivitta ingår i släktet Uracanthus och familjen långhorningar. Inga underarter finns listade i Catalogue of Life.